# Тарасково (городской округ Кашира)
Тарасково — деревня в городском округе Кашира Московской области.

## География
Находится в южной части Московской области на расстоянии приблизительно 11 км на запад-юго-запад по прямой от железнодорожной станции Кашира.

## История
Известна с 1624 года как село, которым тогда владели Колтовские, потомки рязанского помещика Глебова, имевшего с XV века в кормление всю Колтовскую волость, откуда и произошло его прозвище Колтовский, перешедшее в фамилию— Колтовские. В 1758 году в селе построена была каменная Казанская церковь взамен деревянной. В 1861 году в селе было 44 двора. В советское время работали колхозы «Тарасково», «Политотдел», им. Сталина, совхозы «Тарасково» и «Каширский». В 1995 году отмечено было 680 дворов. До 2015 года административный центр сельского поселения Колтовского Каширского района.

## Население
Постоянное население составляло 533 человека (1861 год), 1783 (1995), 1669 в 2002 году (русские 94 %), 1755 в 2010.